# Krucifix (Arnoltice)
Krucifix v Arnolticích, části Bulovky, obci na severu České republiky, ve Frýdlantském výběžku Libereckého kraje, je drobná kulturní památka.

## Poloha a historie
Křížek je zbudován v západních partiích Arnoltic při místní komunikaci, která západním směrem odbočuje ze silnice I/13, jež zde spojuje Frýdlant ležící odtud jižně s Habarticemi na česko-polské státní hranici nacházejícími severně od Arnoltic. Jižně od křížku je veden vodní náhon z Bulovského potoka přivádějící vodu do mlýna, jenž se nachází v domě číslo popisné 27.
Podle literárních zdrojů nechal křížek roku 1772 vystavět Kajetán Sommer. Ve druhé polovině 20. století, konkrétně 6. dubna 1966, byl objekt prohlášen za kulturní památku České republiky.

## Popis
Do země je zapuštěn nízký podkladový díl. Na něj je osazen sokl ve tvaru kvádru, na nějž následně navazuje dřík v podobě kanelovaného sloupu. Při jeho severní straně je patrný medailon, jehož obsah již kdosi zcizil. Na vrcholu sloupu v místech těsně pod římsou se nachází pás tvořený akantovými listy a vejcovcem. Rohové části spodní strany plochého nástavce pro kříž jsou zaplněny ornamenty s floristickou tematikou. Na vlastní římse se nacházejí čtyři akroterie mající například reliéf měsíce a slunce, dále rozety a čtyři výstupky nesoucí plastiku Božího oka doplněný rostlinným dekorem.
Na vrcholu dříku je osazen kovový kříž nesoucí korpus ukřižovaného těla Ježíše Krista. Navíc obsahuje dva štítky s nápisy. Z horního se dochoval pouze text „INRI“.
V okolí křížku lze pozorovat několik sloupků z kamene, jež představují pozůstatky ohrazení, které krucifix kdysi vymezovalo vůči okolí.